# La verdad oculta
La verdad oculta es una telenovela mexicana, producida por Emilio Larrosa para Televisa en el año 2006. 
Está protagonizada por Galilea Montijo, Gabriel Soto, Alejandra Barros y Eduardo Yáñez; y con las participaciones antagónicas de Margarita Magaña, Fabián Robles, Cecilia Tijerina, Marco Méndez y el primer actor Julio Alemán. Cuenta además con las actuaciones estelares de los primeros actores Héctor Ortega, Eric del Castillo, María Sorté, Irma Lozano y Genoveva Pérez. 
La telenovela original de esta historia fue El camino secreto, también producida por Emilio Larrosa en 1986; pero la historia fue cambiada respecto a su versión original, ya que se incluyeron nuevos personajes a la trama e inclusive nuevos protagonistas que encabezan en esta versión.
Se estrenó el 27 de febrero de 2006 en sustitución de Alborada y finalizó el 11 de agosto del mismo reemplazada por Mundo de Fieras. 

## Argumento
Gabriela y Julieta Guillén son dos jovencitas que entran a trabajar de meseras a un restaurante propiedad de Mario Genovés. David, el hijo de Mario y administrador del lugar, conoce a Gabriela y se siente inmediatamente atraído por ella. Pero Carlos Ávila, socio y amigo de David, también se enamora de la joven y entre los dos amigos surge una fuerte rivalidad por conquistarla. 
Gabriela, a su vez, corresponde a los sentimientos de David, pero entre ambos surgen diversos conflictos por los celos de él y las intrigas de Carlos, quien hace todo lo posible para ganarse el amor de Gabriela. Sin embargo, las hermanas Guillén ignoran que su padre, Fausto Guillén, un hombre justo y gran padre, en realidad esconde un terrible secreto que será el detonante de una serie de desgracias y conflictos. 
Por otro lado, Mario, padre de David, se encuentra en la fase terminal de un tumor inoperable. Para evitar que el malvado Adolfo Ávila, padre de Carlos y socio de Mario, se quede con su dinero y su restaurante cuando él muera, Mario le propone a Fausto que se haga pasar por él mientras anula su contrato con Adolfo, quien además comparte el secreto que ambos hombres ocultan y es el causante de que Fausto haya vivido una vida de fugitivo constantemente para proteger a sus hijas. Fausto acepta el plan y decide construir un túnel secreto bajo la mansión de Mario que conecta con la vivienda contigua, que lleva mucho tiempo abandonada. Allí construirá un taller donde podrá disfrazarse de Mario sin levantar sospechas. 
Para realizar la construcción del túnel, Fausto cuenta con la ayuda de la sobrina de Mario, Alejandra, una bella y brillante arquitecta quien también se convertirá en otra de las protagonistas de la historia al entablar una relación con Juan José Victoria, un hombre que pasó once años encerrado injustamente en la cárcel. A pesar de ser de una clase inferior a la de Alejandra, Juan José luchará por estar junto a ella y también se convertirá en aliado de Mario y Fausto en sus planes contra Adolfo, ya que tiene cuentas pendientes con ese hombre.
Mientras tanto, en la vida de Gabriela aparece otro hombre, el comandante Leonardo Faidella; en su afán por descubrir los negocios ilícitos de Adolfo y llevarlo a la justicia, el Comandante se convierte en el protector de la joven, pero su misión corre un grave peligro cuando se enamora de ella.

## Elenco
- Galilea Montijo - Gabriela Guillén / Martha Guzmán Saldívar de Genovés / Martha Saldívar de Guzmán
- Gabriel Soto - David Genovés Ordóñez / Franco Valencia / Luis Carlos Hernández
- Margarita Magaña - Bertha Balmori Genovés
- Alejandra Barros - Alejandra Balmori Genovés de Victoria
- Eduardo Yáñez - Juan José Victoria Ocampo
- Héctor Ortega - Santiago Guzmán / Fausto Guillén / Mario Genovés
- Julio Alemán - Adolfo Ávila
- María Sorté - Yolanda Rey / Yolanda Ávila
- Irma Lozano - Dora Ramírez
- Cecilia Tijerina - Susana "La Chola"
- Claudia Troyo - Julieta Guillén / Julieta Guzmán Saldívar
- Marco Méndez - Carlos Ávila Saldívar
- Harry Geithner - Leonardo Faidella
- Mónica Dossetti - Zaida Castellanos
- Fabián Robles - Roberto Zárate
- Eric del Castillo - Gregorio Pineda
- Silvia Ramírez - Elsa Rivera Muñoz
- Mario Sauret - Abelardo Sánchez
- Lalo "El Mimo" - Asunción Limón
- Salvador Sánchez - Dante Sevilla
- Arturo Carmona - Mauricio Medina
- Bibelot Mansur - Guillermina "Mina" Álvarez
- Bobby Larios - Marcos Rivera Muñoz
- Jacqueline Voltaire - Déborah
- Karla Lozano - Caramelo / María del Carmen Victoria Balmori
- Dylan Obed - Chucho Chicles
- Rossana San Juan - Yolanda Rey (joven)
- Jesús Briones - Edgar López
- Alberto Loztin - Ramón Caballero
- Mario Casillas - Javier Garnica
- Carlos Miguel - Félix Méndez
- Marina Marín - Doña Pancha
- Raúl Valerio - Don Jorge
- Antonio Escobar - Ulises Gallardo
- Alfredo Alfonso - Salomón Zárate
- Roberto Tello - Marrano
- Marisol González - Jimena
- Genoveva Pérez - Doña Piedad Ocampo
- Paulina de Labra - Ofelia Cantú
- Claudia Benedetti - Ramona
- Sylvia Valdez - Doña Gume
- Amelia Zapata - Lucha
- Anthony Álvarez - Rubén
- Xorge Noble - Filemón
- Marifer Sasián - Paola Faidella
- Rodrigo Ruiz - Carmelo / Silverio
- Hugo Aceves - Roco
- Fernanda Franco - Inés
- Alberto Chávez - Valentín
- Norma Reyna - Juanita
- Jorge Alberto Bolaños - Lic. Matos
- Eduardo Cáceres - Comandante
- Jorge Robles - Compañero de Félix
- Miguel Serros - Tomás
- Miguel Garza - Manuel

## Versiones
La verdad oculta es versión de la telenovela El camino secreto producida por Televisa en 1986 también por Emilio Larrosa protagonizada por Daniela Romo y Salvador Pineda y también se basaron en el argumento Al final del arco iris de 1982 producida por Ernesto Alonso protagonizada por Olga Breeskin y Martín Cortés ambos argumentos escritos por José Rendón.

## Premios y nominaciones

### Premios TVyNovelas 2007
| Categoría                    | Persona                               | Resultado |
| ---------------------------- | ------------------------------------- | --------- |
| Mejor telenovela             | Emilio Larrosa                        | Nominada  |
| Mejor actriz protagónica     | Alejandra Barros                      | Nominada  |
| Mejor actor protagónico      | Eduardo Yáñez                         | Ganador   |
| Mejor actriz antagónica      | Margarita Magaña                      | Nominada  |
| Mejor primer actor           | Eric del Castillo                     | Ganador   |
| Mejor primer actor           | Julio Alemán                          | Ganador   |
| Mejor trayectoria artística  | Genoveva Pérez                        | Ganadora  |
| Mejor actriz juvenil estelar | Claudia Troyo                         | Nominada  |
| Mejor actriz juvenil estelar | Silvia Ramírez                        | Nominada  |
| Mejor dirección de escena    | Claudio Reyes Rubio José Ángel García | Nominados |

### Premios Bravo
| Año  | Categoría             | Nominado     | Resultado |
| ---- | --------------------- | ------------ | --------- |
| 2007 | Mejor actriz infantil | Karla Lozano | Ganadora  |
| 2007 | Mejor actor infantil  | Dylan Obed   | Ganador   |

### TV Adicto Golden Awards
| Año  | Categoría          | Nominados     | Resultado |
| ---- | ------------------ | ------------- | --------- |
| 2007 | Mejor retorno      | Eduardo Yáñez | Ganador   |
| 2007 | Mejor primer actor | Héctor Ortega | Ganador   |

### Premios Califa de Oro
| Año  | Categoría         | Nominado (a) | Resultado |
| ---- | ----------------- | ------------ | --------- |
| 2006 | Destaca actuación | Marco Méndez | Ganador   |